# Tchoukball nos Jogos Mundiais de 2009
As competições do tchoukball nos Jogos Mundiais de 2009 ocorreram entre 24 e 26 de julho no Ginásio da Universidade Nacional de Kaohsiung. Dois torneios foram realizados.

## Quadro de medalhas
Nota: as medalhas não fazem parte do quadro oficial de medalhas dos Jogos.
| Ordem | País          | Medalha de ouro | Medalha de prata | Medalha de bronze |   |
| ----- | ------------- | --------------- | ---------------- | ----------------- | - |
| 1     | Taipé Chinesa | 2               |                  |                   | 2 |
| 2     | Suíça         |                 | 2                |                   | 2 |
| 3     | Canadá        |                 |                  | 1                 | 1 |
| 3     | Singapura     |                 |                  | 1                 | 1 |
| TOTAL | TOTAL         | 2               | 2                | 2                 | 6 |

## Medalhistas
Masculino
|  | Taipé Chinesa |  | Suíça |  | Singapura |
|  | Lin Wen-pin Chang Wei-chun Chang Wei-hsiang Lee Chih-wei Chen Yen-chun Lee Kun-cheng Lee Shih-jen Fang Shen-szu Yao Fei-long Lee Chen-ming |  | Pierre-Yves Piguet Michael Rabotot Laurent Ludi Jean-Loup Remolif Romain Schmocker Bruno Remolif Thibaut Collioud Lionel Cendre Natanael Khodl Alexandre Dubois |  | Liao Jianwiong Chia Jue Cun Tan Wheng Chao Geh Si Yuan Lim Wei Ming Ian Marck Anthony Viernes You Zhi Jie Bruce Tan Chow Seng Chin Khairi Abdul Rashid Lin Sun Tang |

Feminino
|  | Taipé Chinesa |  | Suíça |  | Canadá |
|  | Sung Tsai Yun Chung Hui Chun Chung Pei Ju Chung Meng Cheng Chang Shiu Chi Lin Shi Yun Wu Pei Ying Chung Chia Jung Cheng Yu Hua Huang Chien Tzu |  | Amelie Sautebin Vanessa Rechik Garance Gutknecht Fanny Betrix Melanie Jaquet Camille Schwab Irina Dingbergs Samantha Urbina Deborah Noirjean Eveleine Paulmery |  | Melanie Beauvais Priscille Giroux Marie-Eve Valiquette Julie Drapeau Jessica Ie Virginie St. Sauveur Marianne Melanson Marilyn Robichaud |

## Resultados
| Horário     | Jogo          | Jogo  | Jogo          |
| ----------- | ------------- | ----- | ------------- |
| 24 de julho |               |       |               |
| 09:40       | Taipé Chinesa | 71-36 | Singapura     |
| 09:40       | Macau         | 22-61 | Suíça         |
| 10:50       | Canadá        | 40-48 | Grã-Bretanha  |
| 14:20       | Suíça         | 50-76 | Taipé Chinesa |
| 15:30       | Singapura     | 50-47 | Canadá        |
| 16:40       | Macau         | 16-70 | Grã-Bretanha  |
| 20:10       | Canadá        | 29-62 | Taipé Chinesa |
| 21:20       | Suíça         | 39-33 | Grã-Bretanha  |
| 25 de julho |               |       |               |
| 08:30       | Macau         | 27-70 | Singapura     |
| 12:00       | Suíça         | 55-33 | Canadá        |
| 13:10       | Macau         | 28-64 | Taipé Chinesa |
| 15:30       | Grã-Bretanha  | 48-53 | Singapura     |
| 17:50       | Macau         | 28-49 | Canadá        |
| 20:10       | Taipé Chinesa | 78-53 | Grã-Bretanha  |
| 21:20       | Suíça         | 63-52 | Singapura     |

| Horário     | Jogo                | Jogo      | Jogo  | Jogo          |
| ----------- | ------------------- | --------- | ----- | ------------- |
| 26 de julho |                     |           |       |               |
| 09:00       | Decisão do 5º lugar | Macau     | 26-53 | Canadá        |
| 11:30       | Decisão do 3º lugar | Singapura | 46-42 | Grã-Bretanha  |
| 14:00       | Final               | Suíça     | 39-67 | Taipé Chinesa |

| Pos.   | País          |
| ------ | ------------- |
| Ouro   | Taipé Chinesa |
| Prata  | Suíça         |
| Bronze | Singapura     |
| 4      | Reino Unido   |
| 5      | Canadá        |
| 6      | Macau         |

| Horário     | Jogo          | Jogo  | Jogo          |
| ----------- | ------------- | ----- | ------------- |
| 24 de julho |               |       |               |
| 08:30       | Canadá        | 41-33 | Singapura     |
| 12:00       | Grã-Bretanha  | 29-65 | Taipé Chinesa |
| 13:10       | Suíça         | 63-31 | Singapura     |
| 17:50       | Canadá        | 30-35 | Grã-Bretanha  |
| 19:00       | Taipé Chinesa | 48-38 | Suíça         |
| 25 de julho |               |       |               |
| 09:40       | Grã-Bretanha  | 38-47 | Suíça         |
| 10:50       | Taipé Chinesa | 75-22 | Singapura     |
| 14:20       | Suíça         | 44-31 | Canadá        |
| 16:40       | Reino Unido   | 47-40 | Singapura     |
| 19:00       | Canadá        | 22-57 | Taipé Chinesa |

| Horário     | Jogo                | Jogo          | Jogo  | Jogo   |
| ----------- | ------------------- | ------------- | ----- | ------ |
| 26 de julho |                     |               |       |        |
| 10:15       | Decisão do 3º lugar | Grã-Bretanha  | 33-45 | Canadá |
| 13:45       | Final               | Taipé Chinesa | 50-37 | Suíça  |

| Pos.   | País          |
| ------ | ------------- |
| Ouro   | Taipé Chinesa |
| Prata  | Suíça         |
| Bronze | Canadá        |
| 4      | Reino Unido   |
| 5      | Singapura     |